# 古季 (圖利欽區)
48°40′15″N 29°6′14″E / 48.67083°N 29.10389°E
古季（烏克蘭語：Гути），是烏克蘭的村落，位於該國西南部文尼察州，由圖利欽區負責管轄，始建於1628年，面積1.26平方公里，海拔高度178米，2001年人口273，人口密度每平方公里6216.67人。